# Barbara Bach
Barbara Bach, pseudonimo di Barbara Goldbach, e nota agli esordi anche come Barbara Gregorini (New York, 27 agosto 1946), è un'attrice ed ex modella statunitense.

## Biografia
Nata negli Stati Uniti d'America da una famiglia di immigrati ebrei e irlandesi, già in giovane età inizia a lavorare per la Ford Models come modella prendendo parte ad alcune campagne pubblicitarie. In seguito studia in Italia dove, ancora adolescente, conosce il suo primo marito con il quale ha due figli, tra cui la regista e cantautrice Francesca Gregorini.
Nella penisola, presentandosi inizialmente con il cognome dell'allora consorte, nella seconda metà degli anni 60 inizia la carriera nel mondo dello spettacolo, lasciando via via la moda per la recitazione e apparendo in sceneggiati televisivi e piccoli film. In particolare recita il ruolo di Nausicaa nello sceneggiato Odissea, diretto nel 1968 da Franco Rossi, con  Bekim Fehmiu e Irene Papas.
A metà degli anni 70 si separa dal primo marito e, assieme ai figli, si trasferisce da Roma a Los Angeles. Nel 1977 ottiene fama internazionale come Bond girl grazie al ruolo di Anya Amasova ne La spia che mi amava, al fianco di Roger Moore. Malgrado il successo raggiunto alla fine di questo decennio, la sua carriera non decolla e nel corso dei successivi anni 80 registra solo partecipazioni in pellicole minori, sino al ritiro dalle scene.

## Vita privata
Dal 1981 è moglie dell'ex membro dei Beatles Ringo Starr, conosciuto durante le riprese del film Il cavernicolo, con cui oggi vive a Cranleigh, in Inghilterra.

## Filmografia

Barbara Bach sul set de La tarantola dal ventre nero (1971)

### Cinema
- Mio padre monsignore, regia di Antonio Racioppi (1971)
- La tarantola dal ventre nero, regia di Paolo Cavara (1971)
- La corta notte delle bambole di vetro, regia di Aldo Lado (1971)
- Un po' di sole nell'acqua gelida (Un peu de soleil dans l'eau froide), regia di Jacques Deray (1971)
- Il maschio ruspante, regia di Antonio Racioppi (1972)
- L'ultima chance, regia di Maurizio Lucidi (1973)
- Paolo il caldo, regia di Marco Vicario (1973)
- Il cittadino si ribella, regia di Enzo G. Castellari (1974)
- Il lupo dei mari, regia di Giuseppe Vari (1975)
- La spia che mi amava (The Spy Who Loved Me), regia di Lewis Gilbert (1977)
- Ecco noi per esempio..., regia di Sergio Corbucci (1977)
- Forza 10 da Navarone (Force 10 from Navarone), regia di Guy Hamilton (1978)
- L'isola degli uomini pesce, regia di Sergio Martino (1979)
- L'umanoide, regia di Aldo Lado (1979)
- Nel mirino del giaguaro (Jaguar Lives!), regia di Ernest Pintoff (1979)
- Il fiume del grande caimano, regia di Sergio Martino (1979)
- Up the Academy, regia di Robert Downey Sr. (1980)
- The Unseen, regia di Danny Steinmann (1980)
- Il cavernicolo (Caveman), regia di Carl Gottlieb (1981)
- The Cooler, regia di Lol Creme e Kevin Godley – cortometraggio (1983)
- Broad Street (Give My Regards to Broad Street), regia di Peter Webb (1984)
- A nord di Katmandu (To the North of Katmandu), regia di Terence Ryan (1986)

### Televisione
- Odissea, regia di Franco Rossi, Piero Schivazappa e Mario Bava – miniserie TV, 6 puntate (1968)
- The Mask of Alexander Cross, regia di Bernard McEveety – film TV (1977)
- La principessa Daisy (Princess Daisy), regia di Waris Hussein – miniserie TV (1983)

## Doppiatrici italiane
- Vittoria Febbi in L'Odissea, La spia che mi amava, Il maschio ruspante, Ecco noi per esempio..., L'isola degli uomini pesce
- Angiola Baggi in Forza 10 da Navarone, Nel mirino del giaguaro
- Melina Martello in Paolo il caldo
- Noemi Gifuni in L'umanoide
- Maria Pia Di Meo in Il fiume del grande caimano

Il sito Il mondo dei doppiatori riporta che Barbara Bach è stata doppiata anche da Daniela Debolini, ma non specifica in quali film.

## Titoli e trattamenti

### Titoli e stili
- 1947 – 1966 : Miss Barbara Goldbach
- 1966 – 1978: Barbara Goldbach Mrs Gregorini
- 1978 – 1981: Miss Barbara Goldbach
- 1981 – 2018: Barbara Goldbach Mrs Starkey
- 2018 – presente: Mrs Barbara Goldbach, Lady Starkey